# مانويل أنجيولي
مانويل أنجيولي هو لاعب كرة قدم بلجيكي، ولد في 26 يونيو 1995 في لياج في بلجيكا.

## وصلات خارجية
- مانويل أنجيولي على موقع قاعدة بيانات كرة القدم.إي يو (الإنجليزية)
- مانويل أنجيولي على موقع Soccerway.com (الإنجليزية)
- مانويل أنجيولي على موقع عالم كرة القدم.نت (الإنجليزية)